# Skjåk
Skjåk – norweskie miasto i gmina leżąca w regionie Innlandet.
Skjåk jest 27. norweską gminą pod względem powierzchni.

## Demografia
Według danych z roku 2005 gminę zamieszkuje 2394 osób. Gęstość zaludnienia wynosi 1,15 os./km². Pod względem zaludnienia Skjåk zajmuje 311. miejsce wśród norweskich gmin.
| ludność stan na 1 stycznia 2005 |         |           |       |
|                                 | kobiety | mężczyźni | razem |
| osób                            | 1199    | 1195      | 2394  |
| %                               | 50,08%  | 49,92%    | 100%  |

| wykształcenie stan na 1 października 2004 |        |         |        |        |
|                                           | podst. | średnie | wyższe | niezn. |
| osób                                      | 420    | 1260    | 272    | 20     |
| %                                         | 21,3%  | 63,89%  | 13,79% | 1,01%  |

## Edukacja
Według danych z 1 października 2004:
- liczba szkół podstawowych (norw. grunnskolar): 3
- liczba uczniów szkół podst.: 274

## Władze gminy
Według danych na rok 2011 administratorem gminy (norw. rådmann) jest Jan Rune Fagermoen, natomiast burmistrzem (norw. ordfører, d. borgermester) jest Rolv Kristen Øygard.